# Michel Welter

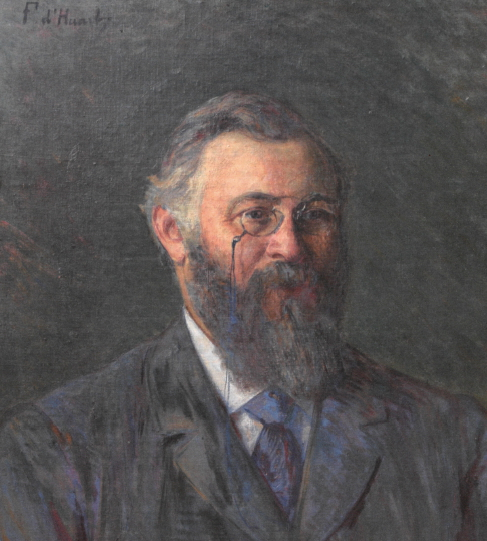
Dr Michel Welter by Ferdinand d'Huart.

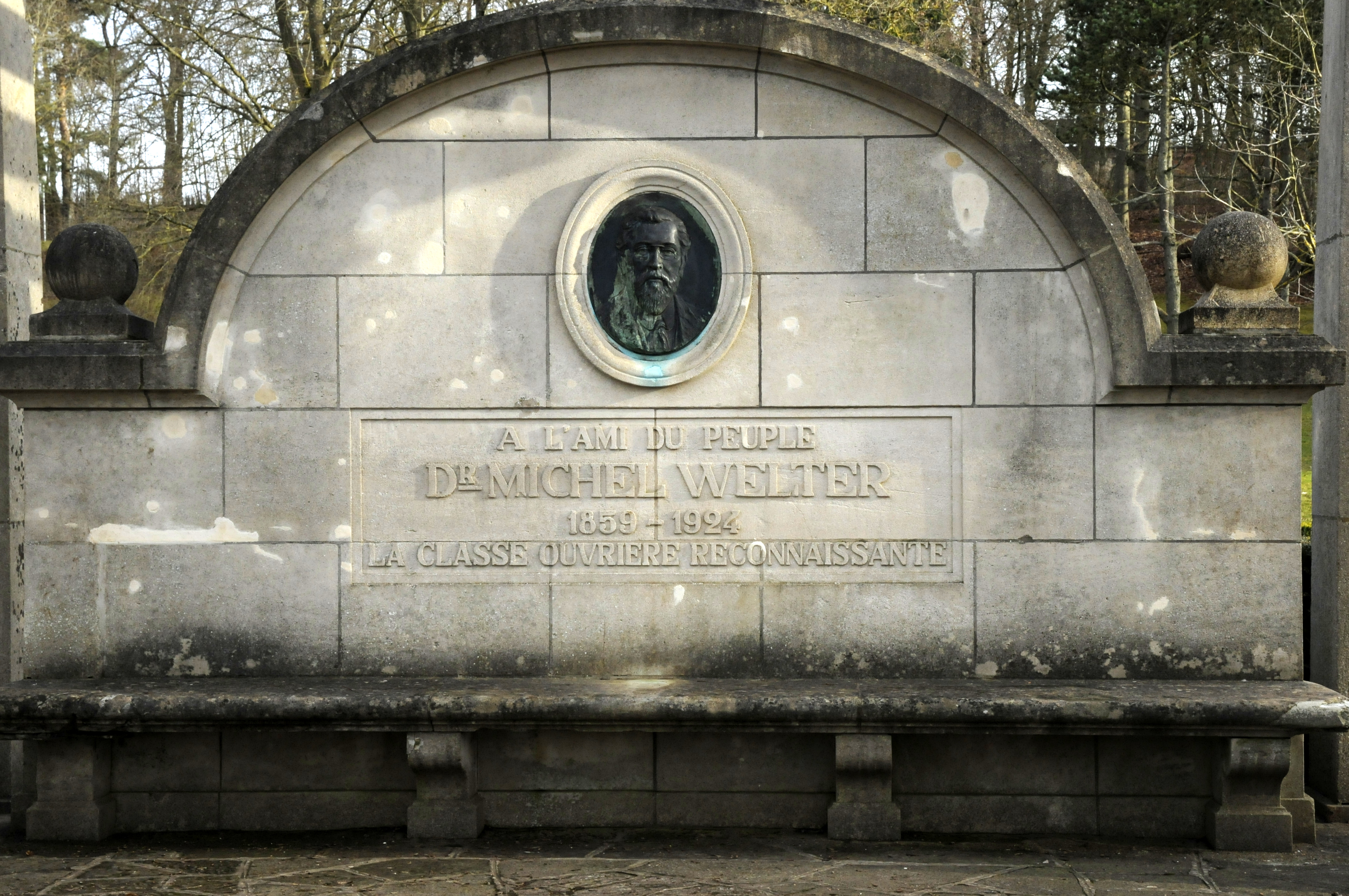
À l'ami du peuple - la classe ouvrière reconnaissante

Michel Welter (Heiderscheid, 19 de març de 1859 – Mondorf-les-Bains, 22 d'abril de 1924) fou un polític i periodista luxemburguès, que va dirigir el Partit Socialista. Membre de la Cambra de Diputats de Luxemburg, va ser director general d'Agricultura, Comerç i Indústria de 24 de febrer de 1916 al 3 gener de 1917, durant l'ocupació alemanya de Luxemburg durant la Primera Guerra Mundial.
Va ser un dels defensors més ferms del Govern de la Unió Nacional de Victor Thorn. La Cambra de Diputats el va fer dimitir com a responsable d'agricultura i comerç per les seves polítiques ineficaces per evitar escassetat d'aliments. Encara que Thorn va intentar no cessar Welter, es va quedar sense una altra opció, i va ser substituït per Ernest Leclère.
Nascut el 19 de març de 1859 a Heiderscheid en el si d'una família modesta, va estudiar a diverses universitats europees, abans d'establir-se a Esch-Alzette com a metge. Gràcies al seu treball com a metge, va entrar en contacte amb els miners i treballadors del ferrocarril de la zona, i les seves condicions de treball van fer que es preocupés per la política. Va defensar el dret de vot de les dones, les vacances pagades, la seguretat social i un habitatge digne per als treballadors.
El 1896 va ser triat per primera vegada membre de la Cambra de Diputats, on la seva campanya social li va valer el sobrenom de "de rouden Dokter" ("el metge roig"). Welter, vist com un radical pels diputats de classe mitjana, va ser criticat pels treballadors per al seu mateix context de classe mitjana.
El 1902 es va traslladar a la ciutat de Luxemburg, on va cofundar el Partit Socialdemòcrata. Va ser delegat de Luxemburg a la Segona Internacional i va entrar en contacte amb Jean Jaurès, Clara Zetkin i August Bebel.
De 1896 a 1897 va escriure per a Escher Courrier i, després, per a Patriot, Escher Volksblatt, Escher Journal i Frankfurter Zeitung. De 1913 a 1916 va editar Tageblatt. Al llarg de la seva carrera, va viure diverses disputes amb el diari conservador Luxemburger Wort.
En el debat sobre la Llei d'educació de 1912, es va mostrar a favor de la separació estricta entre Església i Estat. El 1916 va ser nomenat membre del govern Thorn, com a ministre d'agricultura, comerç i indústria. El seu mandat com a membre del govern va ser breu i difícil, ja que va ser acusat d'haver acordat amb els ocupants alemanys permetre la importació d'aliments bàsics a Luxemburg. Aquest acord hauria sigut impossible a causa de la posició neutral de Luxemburg. Va ser destituït del govern el 2 de gener de 1917 i es va convertir en director de la secció mèdica del balneari de Mondorf-les-Bains.
Cap al final de la guerra va ser membre del soviet luxemburguès, que advocava per la nacionalització de la indústria del ferro, la introducció de la jornada de 8 hores, l'abdicació de la Gran Duquessa i l'establiment d'una república. La qüestió sobre la dinastia i la forma de govern es va decidir en el referèndum de 1919; el mateix any es va introduir el sufragi femení. Welter va entrar a la Cambra de Diputats de nou el 1920, però no va ser reelegit el 1922. Dos anys més tard, va morir d'un cop, el 1924.
La ciutat d'Esch li va dedicar un monument el 21 d'agost de 1927 en el parc de Galgenberg, amb la inscripció: À l'ami du peuple - la classe ouvrière reconnaissante.